# Épagny (Aisne)
Épagny ist eine französische Gemeinde mit 339 Einwohnern (Stand: 1. Januar 2022) im Département Aisne in der Region Hauts-de-France. Sie gehört zum Arrondissement Soissons und zum Kanton Vic-sur-Aisne.

## Geografie
Die Gemeinde Épagny liegt 14 Kilometer nordwestlich des Stadtzentrums von Soissons. An der südlichen Gemeindegrenze verläuft das Flüsschen Hozien, das zur Aisne entwässert, die östliche Gemeindegrenze verläuft auf einem Teilstück der ehemaligen Heerstraße (Chaussée Brunehaut) von Saint-Quentin nach Soissons. Nachbargemeinden von Épagny sind Trosly-Loire, Guny und Pont-Saint-Mard im Norden, Crécy-au-Mont im Osten, Bagneux im Südosten, Bieuxy im Süden, Tartiers im Südwesten sowie Vézaponin im Westen.

## Bevölkerungsentwicklung
| Jahr                       | 1962 | 1968 | 1975 | 1982 | 1990 | 1999 | 2010 | 2021 |
| -------------------------- | ---- | ---- | ---- | ---- | ---- | ---- | ---- | ---- |
| Einwohner                  | 260  | 253  | 230  | 269  | 339  | 333  | 321  | 341  |
| Quellen: Cassini und INSEE |      |      |      |      |      |      |      |      |

## Sehenswürdigkeiten

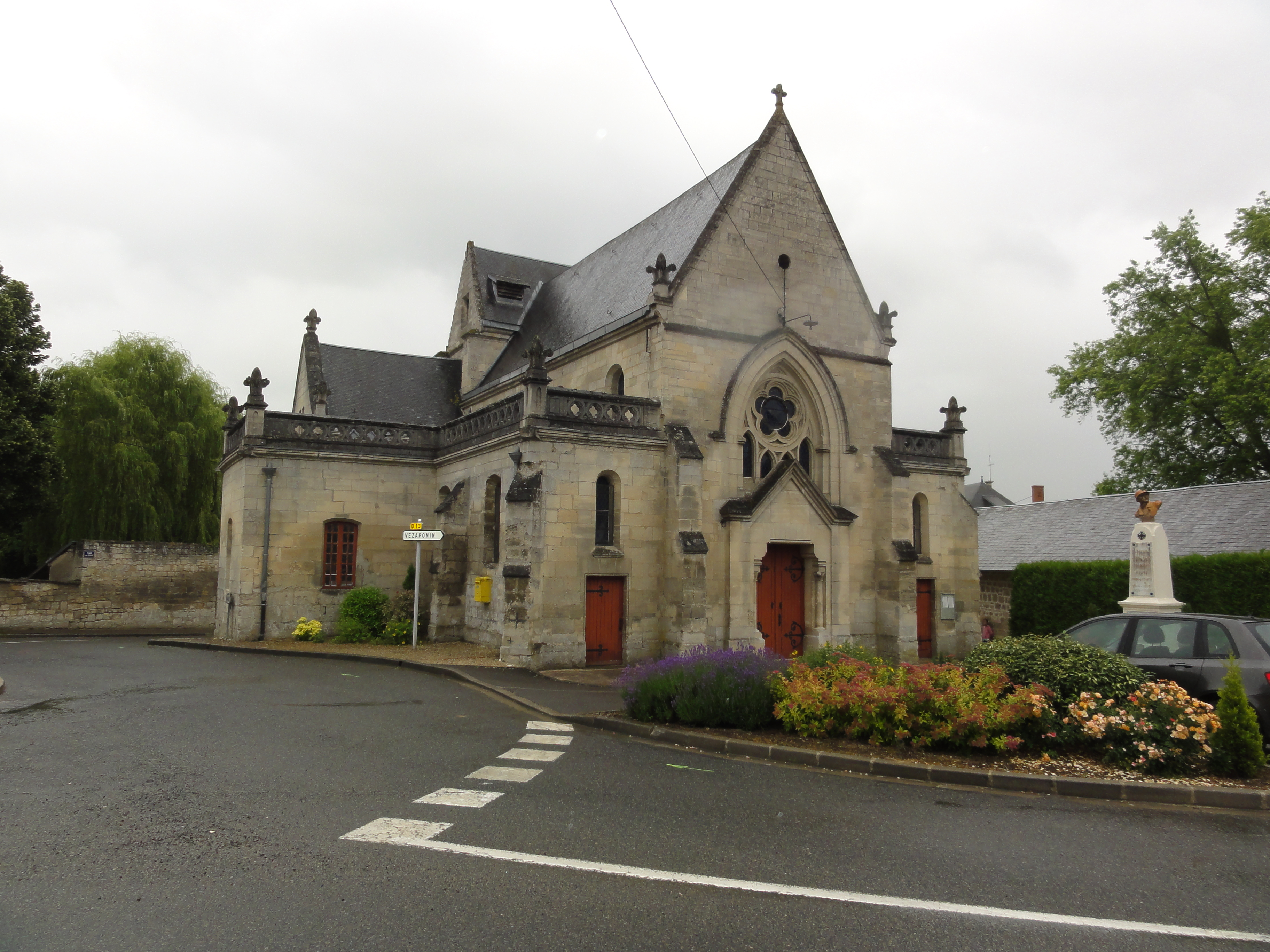
Kirche Saint-Martin
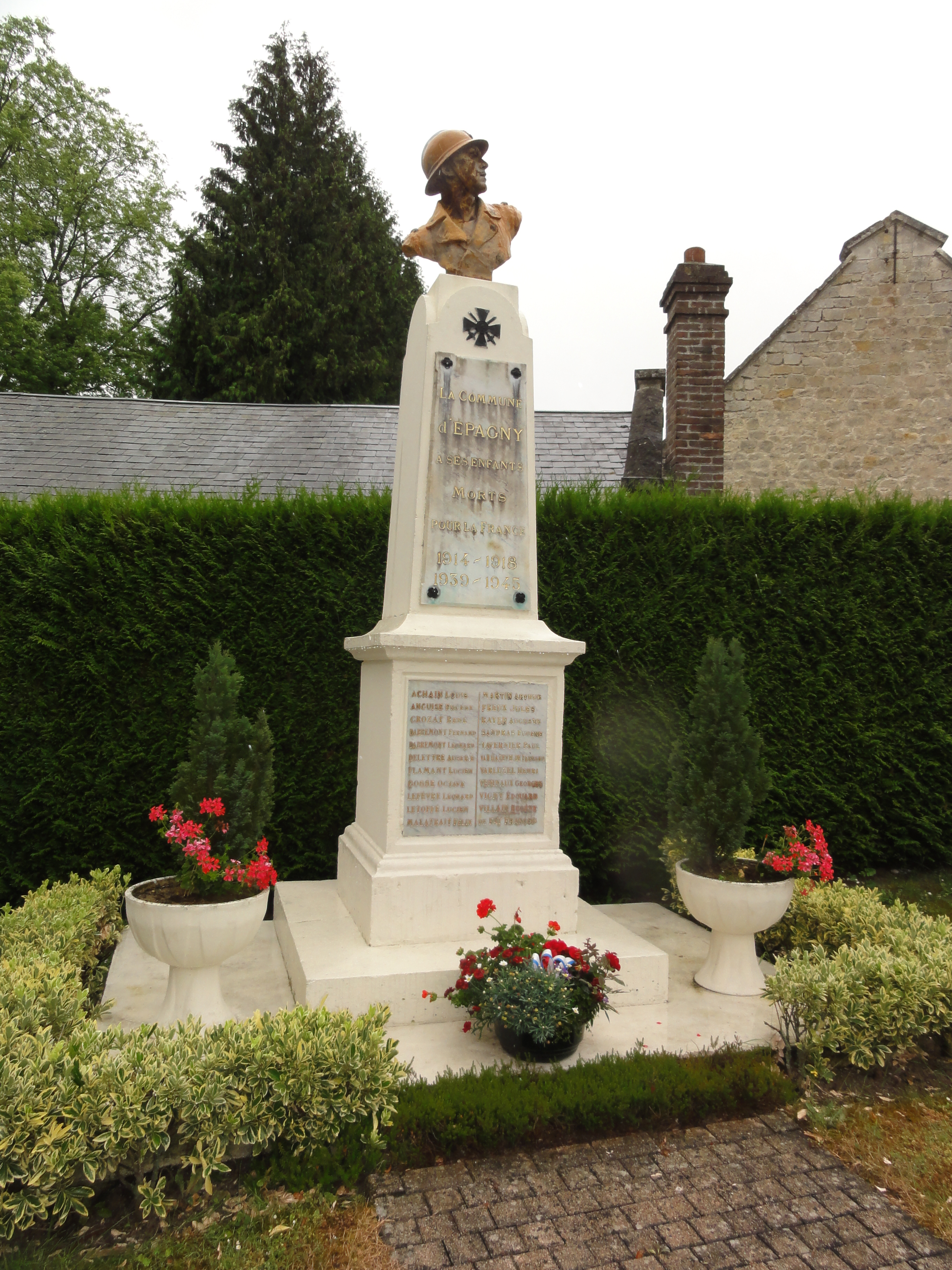
Gefallenendenkmal

- Kirche Saint-Martin
- Gefallenendenkmal